# Kinō Nani Tabeta?
Kinō Nani Tabeta? (Nhật: きのう何食べた? "Hôm qua ăn gì?") là một loạt manga Nhật Bản thuộc thể loại đời thường và nấu ăn do Yoshinaga Fumi sáng tác và minh họa. Nội dung tập trung kể về mối quan hệ giữa Kakei Shiro và Yabuki Kenji, một cặp đồng tính nam ở độ tuổi trung niên sinh sống tại Tokyo, Nhật Bản. Morning phụ trách phát hành Kinō Nani Tabeta? theo nhiều kỳ từ tháng 2 năm 2007. Vào năm 2019, công ty giải trí Shochiku chuyển thể manga thành phim truyện truyền hình người đóng và phát sóng trên đài TV Tokyo. Một bộ phim dài nối tiếp diễn biến phim truyện truyền hình được phát hành vào tháng 11 năm 2021. Cả manga lẫn phim người đóng của Kinō Nani Tabeta? nhận về những đón nhận tích cực. Manga từng thắng 1 giải Manga Kodansha, còn phim truyền hình thì giành được 1 giải Galaxy và nhiều giải thưởng Viện Hàn lâm Phim truyền hình.

## Nội dung
Kinō Nani Tabeta? là manga thuộc thể loại đời thường và nấu ăn. Nội dung xoay quanh cuộc sống và mối quan hệ giữa Kakei Shiro và Yabuki Kenji, một cặp đôi đồng tính nam trung niên sinh sống tại thành phố Tokyo, Nhật Bản. Shiro là một luật sư nghiêm túc và kín đáo, còn Kenji thì là một thợ làm tóc vui vẻ và hướng ngoại. Mỗi chương truyện trong loạt manga xoay quanh Shiro và Kenji gặp phải những tình huống hài kịch nào đó như vấn đề gia đình, công việc và quyền LGBT ở Nhật Bản.
Nhiều chương truyện chứa cảnh Shiro đóng vai trò làm một người sành ăn, sẵn sàng mua sắm nguyên liệu và chuẩn bị những bữa ăn cho anh và Kenji, vừa ngon miệng vừa tiết kiệm chi phí. Shiro hướng dẫn người đọc các bước chế biến món ăn bằng giọng độc thoại nội tâm. Anh cũng thường xuyên chuẩn bị những bữa ăn có ý nghĩa lớn liên quan đến cốt truyện hoặc chủ đề của chương. Các ấn bản tankōbon tổng hợp nhiều chương truyện Kinō Nani Tabeta? có chứa công thức chế biến món ăn chính trong mỗi ấn bản. Cốt truyện của manga diễn ra theo dòng thời gian thực: Shiro và Kenji lần lượt 43 và 41 tuổi ở chương đầu tiên và tính đến chương 101, hai người lần lượt lên 52 và 50 tuổi.

## Sáng tác
Sau khi sáng tác loạt manga cổ trang Ōoku (2004–2020) có đủ mọi thứ mà trước đây nữ họa sĩ chưa từng chứng kiến, Yoshinaga Fumi bắt tay thực hiện một sáng tác manga mới liên quan đến sở thích của cô gồm những từ khóa sở thích: "trung niên", "ẩm thực" và "luật sư". Nữ họa sĩ lựa chọn thể loại yaoi, và muốn sáng tác câu chuyện về nhân vật chính là uke không cần phải giải quyết các vụ án giết người, mà chỉ đơn giản là làm việc tại văn phòng luật sư. Về độ tuổi nhân vật, lúc Yoshinaga dự định xuất bản manga lên tạp chí seinen manga Morning, cô đắn đo việc đưa truyện tranh về đàn ông ở độ tuổi 40 sẽ không được đón nhận nồng nhiệt. Nữ họa sĩ thoạt đầu phân vân không biết nhân vật chính có nên ở độ tuổi 30 hay không, nhưng cân nhắc đến chuyện anh chàng này đối mặt với cha mẹ, cô quyết định để anh ở độ tuổi 40. Cô cho rằng nhiều độc giả của cô đang trong độ tuổi của Shiro, và họ cũng gặp vấn đề về phụ huynh tương tự như vậy.
Yoshinaga bảo không khó để vẽ một manga khiến cho biên tập viên Morning ngồi đối diện cô cảm thấy hài lòng, và người đó sau khi đọc qua bản nháp đã giúp cô xin phép tổng biên tập về ý tưởng truyện thành công. Trong quá trình sáng tác Kinō Nani Tabeta?, Yoshinaga dặn Morning trước rằng manga này sẽ mất đến một năm rưỡi để hoàn thành do bộ Furawa obu Raifu (2004–2007) vẫn còn đang được xuất bản định kỳ, và Morning bảo sẽ chờ đợi được. Ý tưởng cốt truyện diễn ra theo dòng thời gian thực (tức là nhân vật già đi theo ngày xuất bản ngoài đời) và những món ăn chế biến trong Kinō Nani Tabeta? được lấy cảm hứng từ manga những năm 1980 như Shima Kōsaku và Cooking Papa. Yoshinaga mong muốn các món ăn xuất hiện trong Kinō Nani Tabeta? sẽ đơn giản trong việc chế biến tại gia hơn và không trùng lặp quá nhiều với những món ăn đã từng xuất hiện trong Cooking Papa.
Lúc đầu, Yoshinaga cho rằng nếu như cô hết ý tưởng công thức nấu ăn thì Kinō Nani Tabeta? sẽ kết thúc. Tuy nhiên, internet là nguồn tài nguyên vô tận trong việc tập hợp trí tuệ của nhân loại, thứ mà giúp cô tiếp tục sáng tác nên manga. Yoshinaga cho rằng những người không thường xuyên nấu ăn sẽ cảm thấy làm đồ ngọt dễ dàng hơn, nên mỗi tập cô đều sẽ lồng các công thức chế biến món ngọt. Nữ họa sĩ còn sẵn sàng cung cấp những công thức bên lề chỉ thực hiện đơn giản bằng tiệm cận một bước cho người trẻ và người ít nấu ăn để họ học theo, như cách luộc hành lá. Thoạt đầu, Yoshinaga chỉ hy vọng Kinō Nani Tabeta? nhắm đến đối tượng độc giả là những bà nội trợ, nhưng cô đã đổi lại thành đại đa số độc giả nhờ vào món mứt dâu, vốn chỉ đơn giản chế biến bằng cách đun sôi dâu và đường, được hoan nghênh rộng rãi.
Về nhan đề truyện, Yoshinaga nghĩ đến việc vẽ manga trước chứ không nghĩ đến đặt tiêu đề trước. Cô bàn bạc với biên tập viên của cô về việc sử dụng nhan đề bắt nguồn từ câu thoại đầu tiên của nhân vật luật sư Osamu trong chương đầu tiên: Kinō Nani Tabeta? (きのう何食べた？ "Hôm qua ăn gì?") hoặc Ashita Nani Taberu? (あした何食べる？ "Ngày mai ăn gì?"). Yoshinaga và biên tập viên quyết định chọn Kinō vì nhan đề thể hiện việc nhìn lại cuộc đời, là một cuộc hành trình buồn bã đơn độc trong cuộc đời của một người trung niên, còn Ashita thì lại nghe quá tích cực như một học sinh trung học trưởng thành và cần phải ăn nhiều. Họ của Shiro được Yoshinaga lấy từ nam diễn viên Kakei Toshio mà cô yêu thích, còn tên của anh thì từ một người bạn của nữ họa sĩ. Họ của Kenji thì được chọn từ Yabuki Joe, nhân vật chính trong Ashita no Joe (1968–1973) cùng nhà xuất bản định kỳ Kōdansha với Kinō Nani Tabeta?. Những ý tưởng xoay quanh câu chuyện giữa Shiro và Kenji được Yoshinaga lấy từ những câu chuyện ngoài đời mà cô nghe ngóng được, và nữ họa sĩ đã dự đoán kết cục những cảm hứng đó. Song khi đưa vào manga sẽ không được kịch tính, vì cô chỉ muốn vẽ một manga mà hai người cùng nhau ăn uống trong một cuộc đời bình dị là đủ.

## Phương tiện

### Manga
Kinō Nani Tabeta? được tạp chí Morning phát hành theo nhiều kỳ từ ngày 22 tháng 2 năm 2007, rồi sau đó tổng hợp thành các tập tankōbon do Kōdansha phát hành. Tại Bắc Mỹ, bản dịch tiếng Anh manga Kinō Nani Tabeta?, với nhan đề là What Did You Eat Yesterday?, được cấp phép bởi công ty Vertical từ năm 2014.

### Phim người đóng
Vào ngày 23 tháng 1 năm 2019, Morning thông báo chuyển thể manga Kinō Nani Tabeta? thành phim truyện truyền hình người đóng cùng tên tiếng Nhật (tên tiếng Việt: Hôm qua ăn gì?). Cùng ngày, TV Tokyo thông báo Nishijima Hidetoshi vào vai Shiro và Uchino Seiyō vào vai Kenji. Masashi Abe tham gia sản xuất chính, trong khi Adachi Naoko phụ trách biên kịch, còn Nakae Kazuhito, Nojiri Katsumi, Katagiri Kenji thì làm đạo diễn cho phim truyền hình.
Bộ phim được phát sóng trên kênh Drama24 của TV Tokyo từ ngày 5 tháng 4 năm 2019 đến ngày 28 tháng 6 năm 2019, với tập đặc biệt dài 90 phút được phát sóng vào ngày 1 tháng 1 năm 2020. Overground Acoustic Underground thể hiện ca khúc chủ đề mở đầu "Kaerimichi", còn ban nhạc Friends thì đảm nhận bài hát kết thúc "i o you". Nhạc phim của Hôm qua ăn gì sáng tác bởi Sawada Kaori được phát hành CD vào ngày 28 tháng 8 năm 2019. Phim truyền hình được phát hành dưới dạng Blu-ray và DVD Box vào ngày 18 tháng 9 năm 2019. Ban đầu chỉ tại Nhật Bản, Hôm qua ăn gì? sau đó được phát hành trên nền tảng xem phim Netflix tại nhiều quốc gia kể từ tháng 9 năm 2021.
Ngày 27 tháng 3 năm 2020, công ty phân phối phim Toho thông báo thực hiện một bộ phim truyện điện ảnh hậu truyện của phim truyền hình Hôm qua ăn gì?, với sự góp mặt trở lại của dàn diễn viên cũ. Nakae và Adachi lần lượt trở lại làm đạo diễn và biên kịch cho phim. Bộ phim được công chiếu vào ngày 3 tháng 11 năm 2021, và hai định dạng Blu-ray và DVD của phim được phát hành vào ngày 18 tháng 5 năm 2022. Bài hát chủ đề của phim điện ảnh là "Daikо̄butsu" do Spitz thể hiện.
Mùa thứ hai của Hôm qua ăn gì? được công bố vào tháng 5 năm 2023 và phát sóng từ tháng 10 đến tháng 12 năm 2023, với sự trở lại của các diễn viên cũ và nhà biên kịch Adachi. Phim truyền hình được sản xuất chính bởi Sobue Rina và đạo diễn bởi Nakae, Matsumoto Kana và Hirata Daisuke. Sawada trở lại đảm nhận phần nhạc phim cùng với Fukushima Setsu.

### Khác
Yoshinaga sáng tác riêng một loạt yaoi dōjinshi ngoại truyện với tên gọi Kenji to Shiro-san (ケンジとシロさん "Kenji và Shiro") và xuất bản trên Comiket kể từ năm 2015. Bộ truyện này mô tả chi tiết hơn những cảnh ám chỉ trong manga gốc, cũng như những lần quan hệ tình dục giữa Kenji và Shiro. Buổi đọc truyện Kinō Nani Tabeta? trực tiếp bởi Tamura Yumi (kịch bản), Sasaki Nozomu (vai Shiro) và Morita Masakazu (vai Kenji) tại Shibuya, Tokyo diễn ra trong hai ngày 17 và 18 tháng 2 năm 2018.
Loạt sách dạy nấu ăn chứa thực đơn xuất hiện trong phim truyện truyền hình, hay còn gọi là những công thức nấu ăn đơn giản của nhân vật Shiro, được Kōdansha phát hành lần đầu vào tháng 4 năm 2019. Cuộc triển lãm trưng bày bối cảnh và đạo cụ từ bộ phim truyền hình, cũng như bản sao các trang từ bộ truyện tranh gốc diễn ra tại Tokyo từ tháng 6 đến tháng 7, Nagoya từ tháng 8 đến tháng 9 và Osaka vào tháng 9. Buổi triển lãm trở lại Tokyo từ tháng 12 và kéo dài đến tháng 1 năm 2020.

## Đón nhận

### Manga
Loạt Kinō Nani Tabeta? nhận về những phản hồi tích cực từ đông đảo khán giả Nhật Bản nhờ vào việc diễn tả cuộc sống người đồng tính nam ở quốc gia này. Đây là một trong những phương tiện Nhật Bản đầu tiên giới thiệu một cặp đôi đồng tính nam chung sống như vợ chồng đến với khán giả đại chúng. Những món ăn đơn giản trong manga được nhiều người học theo và chế biến lại. Tính đến tháng 1 năm 2019, Kinō Nani Tabeta? đã bán được 5 triệu bản tiếng Nhật bao gồm sách điện tử và 8,4 triệu bản tính đến tháng 10 năm 2022. Kinō Nani Tabeta? là ứng cử viên của giải Manga Taishō năm 2008 và là manga được ban giám khảo chọn lọc tại lễ hội nghệ thuật truyền thông Nhật Bản lần thứ 13 vào năm 2009. Năm 2019, bộ truyện đoạt giải Manga Kodansha ở hạng mục manga chung xuất sắc nhất. Tạp chí Da Vinci của Media Factory xếp hạng Kinō Nani Tabeta? vào danh sách Sách của năm 4 lần vào các năm 2014 (hạng 6), 2016 (hạng 15), 2020 (hạng 2) và 2024 (hạng 6).
Viết cho Manga Bookshelf, nhà phê bình Katherine Dacey tán dương Kinō Nani Tabeta? đã mô tả "cuộc sống thực tế của người đồng tính nam ở Nhật Bản một cách thực tế" mà không gợi cảm giác "thuyết giáo hoặc buồn tẻ." Melissa Padilla từ ComicsVerse chọn Kinō Nani Tabeta? làm ví dụ cho thấy một tác phẩm hoàn toàn có thể phá vỡ các khuôn mẫu manga và anime LGBTQ thông thường. Nhà phê bình ghi: "[Manga này] có hình ảnh chân thực về một cặp đôi đồng tính đã trưởng thành chứ không phải là học sinh trung học hay sinh viên đại học. Truyện đề cập đến các vấn đề đồng tính nhưng vẫn giữ được nhịp độ nhàn nhã và bình dị đời thường."

### Phim người đóng
Hôm qua ăn gì? nhận về những đón nhận hoan nghênh rộng rãi từ giới mộ điệu. Họ đặc biệt khen ngợi nội dung bộ phim bám sát nguyên tác manga, quá trình tuyển vai hoàn hảo, lối diễn xuất đời thường duyên dáng của dàn diễn viên và "chemistry" giữa cặp diễn viên Nishijima Hidetoshi và Uchino Seiyō. Phóng viên Nakamura Kengo của Sports Hochi khẳng định bộ phim này là một "bom tấn" khi nhà đài TV Tokyo ghi nhận tỷ suất khán giả trung bình là 3% và hơn 6% ở Hokkaido mặc dù được phát sóng vào khung giờ khuya. Sau 2 tháng công chiếu, phim được xem tổng cộng 4,2 triệu lần trên các dịch vụ phát trực tuyến video có quảng cáo như TVer và GYAO!, trở thành chương trình truyền hình thương mại phổ biến nhất trong tháng 4 năm 2019.
Ngay từ tập đầu tiên phát sóng, từ khóa tìm kiếm Hôm qua ăn gì? nhanh chóng đẩy lên hàng đầu trên mạng xã hội Twitter và nền tảng lấp đầy những tweet cùng bình luận háo hức của khán giả Nhật Bản về phim. TV Tokyo cho biết tập đầu tiên thu về 1,55 triệu lượt xem kỷ lục, vượt qua chương trình giao thừa Kodoku no Gourmet cuối năm 2018. Quyển sách dạy nấu ăn từ phim cũng bán được quá 100.000 bản chỉ trong vòng 2 tuần phát hành. Sau tập phim cho thấy nhân vật Kenji chế biến món mì Sapporo Ichiban đơn giản, thương hiệu mì này lập tức cháy hàng và gây nên hiện tượng văn hóa. Các buổi triển lãm về phim cũng nhanh chóng cháy vé. TV Tokyo còn cho biết toàn bộ 12 tập phim đầu tiên của Hôm qua ăn gì? đều có số lượng người xem vượt quá 1 triệu và phá kỷ lục lẫn nhau, với trung bình tỷ suất người xem trong lịch sử xếp thứ nhì sau Kodoku no Gourmet mùa 8. Phim điện ảnh của Hôm qua ăn gì? cũng được xem là một "bom tấn" khi chỉ trong ngày đầu tiên, phim thu hút 120.000 khán giả và đem về doanh thu phòng vé 160 triệu yên. Sau thời gian công chiếu, phim mang về doanh thu tổng cộng 1,41 tỷ yên.
Hôm qua ăn gì? là phim truyện thắng nhiều giải nhất tại giải thưởng Viện Hàn lâm Phim truyền hình lần thứ 101 trao bởi Kadokawa gồm các hạng mục: Phim truyền hình xuất sắc nhất; Nam diễn viên chính xuất sắc nhất dành cho Uchino (Nishijima xếp thứ nhì); Kịch bản xuất sắc nhất dành cho Adachi Naoko; và Đạo diễn xuất sắc nhất dành cho Nakae Kazuhito, Nojiri Katsumi, Katagiri Kenji. Tại giải thưởng Phim truyền hình Confidence lần thứ 16 của Oricon, Hôm qua ăn gì? thắng hai hạng mục gồm Phim truyền hình xuất sắc nhất và Nam diễn viên chính xuất sắc nhất (thuộc về cả Nishijima lẫn Uchino). Tháng 7 năm 2019, phim truyền hình được trao giải Galaxy.

### Phân tích
Trên tập san Culture, Society and Masculinities, tác giả Suganuma Katsuhiko nhận định mối quan hệ giữa Shiro và Kenji trong Kinō Nani Tabeta? hầu như không liên quan đến tình dục (kể cả cái hôn của cặp đôi cũng gần như không có). Chính đặc điểm này lại trái ngược với cách phương tiện truyền thông thường hay mô tả những người đàn ông đồng tính là bị mắc phải chứng cuồng dâm hay lệch lạc tình dục. Suganuma lập luận rằng thay vì củng cố định kiến dễ dãi cho rằng đàn ông đồng tính là những người yếu đuối, loạt truyện lại hoàn toàn "cố tình phớt lờ kỳ vọng của công chúng vốn tò mò theo chuẩn mực của người dị tính" để tập trung vào cuộc sống gia đình của những người đàn ông đồng tính bằng cách không mô tả đời sống tình dục của Shiro và Kenji. Do đó, tác giả kết luận rằng không nên nhận định Kinō Nani Tabeta? là một loạt manga đồng hóa văn hóa hoặc định chuẩn hóa đồng tính. Tác phẩm chỉ đơn giản "cung cấp cho người đọc những ví dụ thỉnh thoảng về việc sửa đổi các chuẩn mực giới tính và tình dục trong xã hội Nhật Bản đương đại."
Viết luận văn cho Đại học Công nghệ Auckland, học giả Trần Xuân Bách cho rằng trong khi các manga nấu ăn hướng đến độc giả nam giới ở Nhật Bản thường thể hiện chủ nghĩa anh hùng nam tính, như Oishinbo, thì loạt manga Kinō Nani Tabeta? chỉ đơn thuần thể hiện nấu ăn là một sở thích và nhu cầu thiết thực trong cuộc sống. Mặc cho nhân vật Shiro sở hữu nhiều đặc điểm của hình mẫu "đàn ông ăn cỏ" tại Nhật Bản như không có tham vọng trong sự nghiệp và xa lánh xã hội, nhưng nhờ chính đam mê nấu nướng mà Shiro không được xem thuộc nhóm người khuôn mẫu này. Suganuma đồng tình rằng phong cách nấu ăn mang đậm tính thiết thực của Shiro hoàn toàn tách biệt khỏi sự phân cực giới tính, không phải là nguyên mẫu nam tính hay nữ tính.
Học giả Miyajima Keiko từ Studies in Comics cho rằng việc Shiro đi siêu thị mua sắm thực phẩm giá rẻ và chuẩn bị bữa ăn vừa ngon vừa tiết kiệm chi phí là nhằm tính toán về khoản tài chính sau này chứ không phải là để thể hiện tài năng. Trong Kinō Nani Tabeta?, những món ăn và bữa ăn chung đóng vai trò giải quyết những bất đồng nhỏ và tạo ra sự kết nối về mặt cảm xúc, mà không cần dựa vào cực khoái tình dục hoặc cao trào cảm xúc. Ngay từ chương đầu tiên của manga, phong cách nấu ăn tiết kiệm của Shiro phản ánh thực tế rằng cặp đôi LGBTQ không thể có con với nhau hoặc hôn nhân hợp pháp để lo cho họ lúc về già, vốn là điều hay bị chỉ trích trong xã hội Nhật Bản.
Cây bút Watanuki Daisuke của tạp chí Crea viết rằng Kinō Nani Tabeta? đã khai thác nhiều vấn đề liên quan đến đời sống hàng ngày, tình yêu và quyền LGBT tại Nhật Bản. Trong loạt manga, tình yêu rõ ràng được diễn tả qua công việc, mối quan hệ với đồng nghiệp và gia đình, những bữa ăn và cuộc trò chuyện hàng ngày. Nhờ đó, Kinō Nani Tabeta? cho thấy tình yêu không thể chỉ tồn tại nếu dựa vào lứa đôi duy nhất và không phải lúc nào tình yêu cũng cần yếu tố kịch tính. Ngoài ra, truyện còn dễ khiến khán giả đồng cảm như làm sáng tỏ vấn đề chung của nhiều người như chuyện cha mẹ và tài chính.
Watanuki cho rằng việc nhiều người cảm thấy một cặp đồng tính nam chỉ cần sinh sống hạnh phúc và chăm lo lẫn nhau là đủ, đó là khi họ chỉ nghĩ đến "quyền lợi" có được từ dị tính. Kinō Nani Tabeta? mô tả chính xác thực tế của Nhật Bản là một xã hội còn chưa chấp nhận nhóm thiểu số xu hướng tình dục, cũng như còn phân biệt đối xử và định kiến. Nhân vật Shiro bảo rằng việc một cặp đôi đồng tính có gắn bó với nhau lâu dài hay không phụ thuộc rất lớn vào lòng ý chí và sự kiên cường của đôi bên. Cảnh một cặp đôi lớn tuổi hỏi Shiro có muốn nhận con nuôi hay không đã làm bật lên bài toán thừa kế và hôn nhân giữa các cặp đồng giới, vì thừa kế tuy có thể thực hiện được nhưng hôn nhân vẫn không được công nhận.